# Đền Bà Kiệu
Đền Bà Kiệu, tên chữ là Thiên Tiên điện, là một ngôi đền ở ven phía đông hồ Gươm, Hà Nội, xế cửa đền Ngọc Sơn. Đền thờ ba vị nữ thần: Liễu Hạnh Công chúa, Quỳnh Hoa và Quế Nương.

## Lịch sử
Theo Thăng Long cổ tích khảo thì đền xây vào thời nhà Lê triều Vĩnh Tộ (1619-28), đến triều Cảnh Hưng thì mở rộng thêm. Vào thời Tây Sơn triều Cảnh Thịnh đền đúc quả chuông lớn. Triều vua Tự Đức ngôi đền được tu sửa lần nữa.

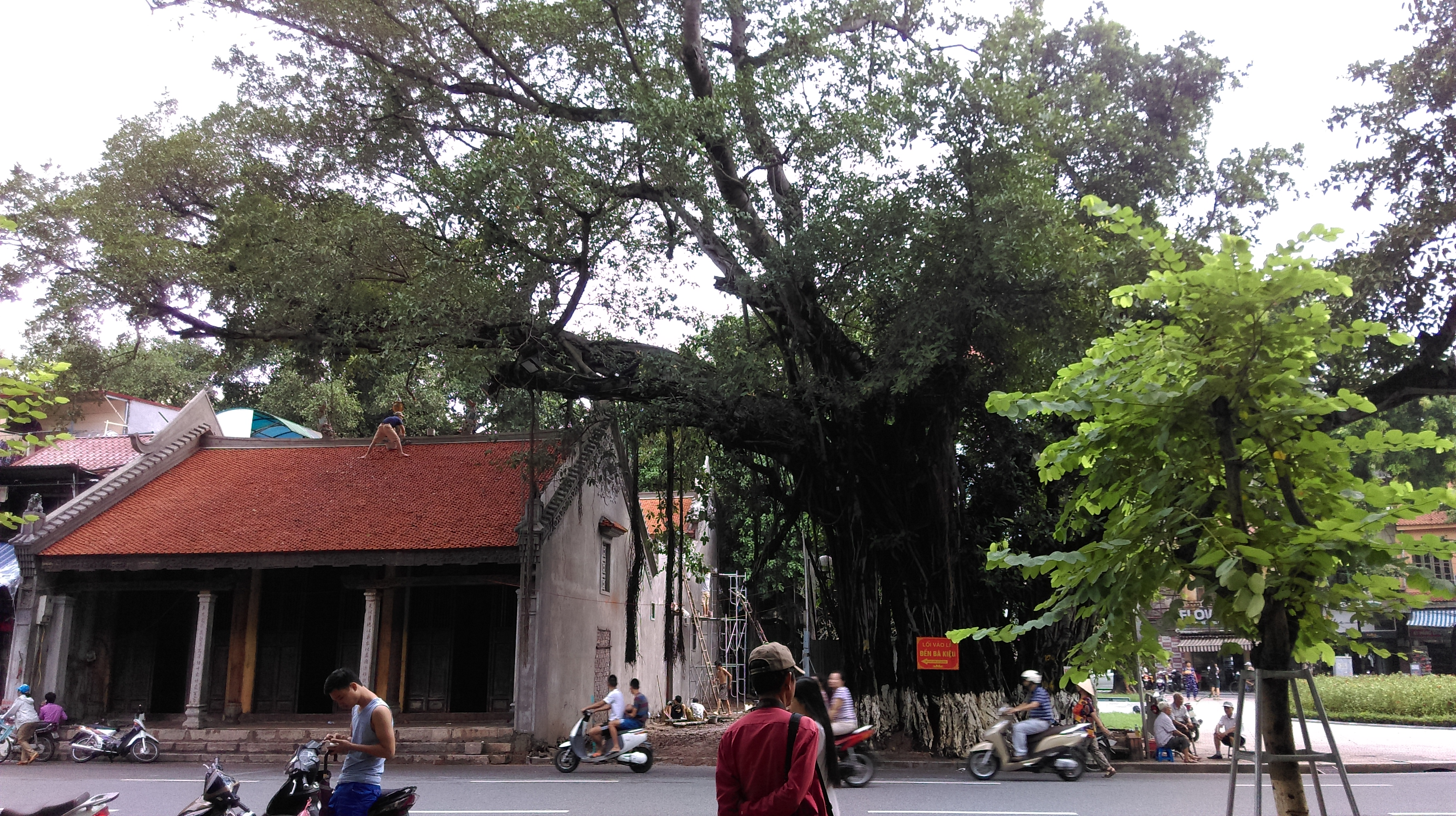
Đền Bà Kiệu

Khi người Pháp chiếm lấy Hà Nội và mở rộng phố xá chung quanh hồ Gươm thì vị trí đền Bà Kiệu bị trưng dụng. Năm 1891 niên hiệu Thành Thái thứ hai, một phần đất của ngôi đền phải giao cho chính phủ để đắp "Boulevard Francis Garnier" (sau năm 1954 là đường Đinh Tiên Hoàng). Con đường cắt ngang khu đền ra làm đôi: cổng tam quan phía tây nằm ở phía bờ hồ còn nhà đại bái, phương đình và hậu cung thì nằm bên phía đông đường.

## Kiến trúc

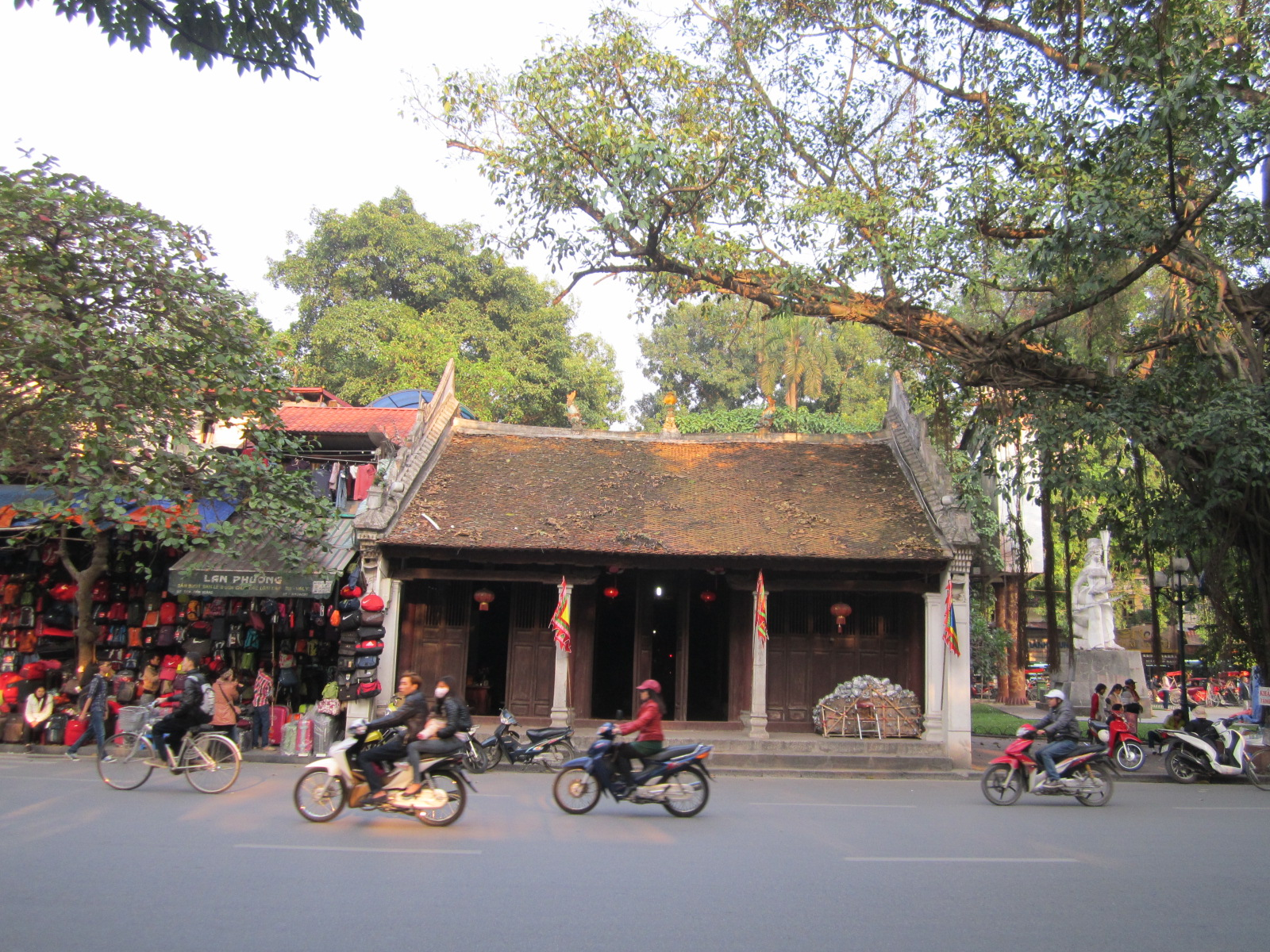
Bái đường Đền Bà Kiệu trông ra đường Đinh Tiên Hoàng, Hà Nội

Kiến trúc đền Bà Kiệu mang phong cách thời nhà Nguyễn. Cổ vật còn lưu lại đền là hương án, cửa võng, khám thờ cùng các sắc phong tiền triều.